# Eickhorst (Dähre)
Eickhorst ist ein Ortsteil der Gemeinde Dähre im Altmarkkreis Salzwedel in Sachsen-Anhalt.

## Geographie
Eickhorst, ein kurzes Straßendorf mit Kirche, liegt zwei Kilometer westlich von Dähre an der Dumme in der Altmark.
Nachbarorte sind Dülseberg im Westen, Rustenbeck und Bonese im Nordwesten, Winkelstedt im Norden, Dähre im Osten, sowie Schadewohl und Schadeberg im Südwesten.

## Geschichte

### Mittelalter bis 19. Jahrhundert
Im Jahre 1223 wird ein Hogerus de Eckhorst in einer Urkunde des Bischofs von Verden über eine Gütertausch in Dähre genannt. Eickhorst wird 1315 erstmals urkundlich als villa Ekhorst bei einem Verkauf von Dörfern von Markgraf Johann an das Kloster Diesdorf erwähnt.
Im Landbuch der Mark Brandenburg von 1375 wird das Dorf als Eykhorst aufgeführt. Es gehörte dem Kloster Diesdorf, ein Viertel des Dorfes war wüst. Weitere Nennungen sind 1459 Eykhorst, 1608 Eickhorst und 1804 Eikhorst, Dorf mit Wassermühle an der Dumme.

### Herkunft des Ortsnamens
Heinrich Sültmann übersetzt den Namen zu „Eicheninsel“. Ein Horst ist eine Sandbank oder Erhöhung in einer Niederung oder einem Flusstal.

### Eingemeindungen
Eickhorst gehörte ursprünglich zum Salzwedelischen Kreis der Mark Brandenburg in der Altmark. Von 1807 bis 1813 lag es im Kanton Diesdorf auf dem Territorium des napoleonischen Königreichs Westphalen. Nach weiteren Änderungen kam es 1816 in den Kreis Salzwedel, den späteren Landkreis Salzwedel im Regierungsbezirk Magdeburg in der Provinz Sachsen in Preußen.
Am 20. Juli 1950 wurde die Gemeinde Eickhorst aus dem Landkreis Salzwedel in die Gemeinde Dähre eingemeindet.

### Einwohnerentwicklung
| Jahr | Einwohner |
| ---- | --------- |
| 1734 | 34        |
| 1772 | 65        |
| 1789 | 75        |
| 1798 | 76        |
| 1801 | 74        |
| 1818 | 82        |

| Jahr | Einwohner |
| ---- | --------- |
| 1840 | 101       |
| 1864 | 103       |
| 1871 | 096       |
| 1885 | 099       |
| 1892 | [0]099    |
| 1895 | 109       |

| Jahr | Einwohner |
| ---- | --------- |
| 1900 | [0]119    |
| 1905 | 114       |
| 1910 | [0]101    |
| 1925 | 107       |
| 1939 | 105       |
| 2015 | [00]047   |

| Jahr | Einwohner |
| ---- | --------- |
| 2018 | [00]50    |
| 2020 | [00]54    |
| 2021 | [00]52    |
| 2022 | [00]56    |
| 2023 | [0]55     |

Quelle, wenn nicht angegeben, bis 1939:

## Religion
Die evangelische Kirchengemeinde Eickhorst, die früher zur Pfarrei Dähre gehörte, wird heute betreut vom Pfarrbereich Osterwohle-Dähre im Kirchenkreis Salzwedel im Bischofssprengel Magdeburg der Evangelischen Kirche in Mitteldeutschland.

## Kultur und Sehenswürdigkeiten
- Die evangelische Dorfkirche Eickhorst ist ein Feldsteinbau aus dem 15. Jahrhundert mit einem backsteingotischen Ostgiebel und einem verbretterten Glockenturm.[16] Die Kirche war eine Filialkirche der Kirche in Dähre.[14] Eine dendrochronologische Untersuchung vom Proben mit Waldkante des Holzturmes lieferte ein Fälldatum um etwa 1515.[17]
- Die Kirche steht auf dem Ortsfriedhof.
- Auf dem Friedhof sind zwei russische Kriegsgefangene beigesetzt, die 1918 verstorben sind.[18]
- Der Ortskern von Eickhorst steht unter Denkmalschutz.[3]

## Wirtschaft und Infrastruktur

### Unternehmen
Es gibt landwirtschaftliche Betriebe und eine Biogasanlage mit einem Blockheizkraftwerk.

### Verkehr
Durch das Dorf führt die Kreisstraße 1390 von Dülseberg nach Dähre und der Fernradweg Altmarkrundkurs.
Es verkehren Linienbusse und Rufbusse der Personenverkehrsgesellschaft Altmarkkreis Salzwedel.